# Пустовойт Василь Степанович
Пустово́йт Васи́ль Степа́нович (2 (14) січня 1886 —11 жовтня 1972) — український селекціонер, лауреат Державної і Ленінської премій, академік, двічі Герой Соціалістичної праці.

## Життєпис
Народився 2 січня 1886 року у с. Таранівка Зміївського повіту Харківської губернії (тепер Зміївський район Харківської області). Походив з селянської родини. Закінчив Зміївське міське училище. У 1907 році — Харківське землеробське училище, у 1908 році — педагогічний клас при Харківському землеробському училищі. У 1908—1918 роках викладав у Кубанській військовій сільськогосподарській школі (м. Катеринодар, тепер м.Краснодар, Російська Федерація), з 1909 року — помічник управителя школи. Водночас працював агрономом у станиці Петропавлівська (тепер — Курганинського району Краснодарського краю). У 1912 році організував дослідно-селекційне поле «Круглик».
У 1918—1924 роках був викладачем Кубанського сільськогосподарського технікуму. У 1926 році закінчив Кубанський сільськогосподарський інститут. Водночас, з 1924 року, є керівником селекційної станції олійних культур. У 1926—1930 роках Василя Пустовойта призначають завідувачем кафедри генетики, селекції й насінництва Кубанського сільськогосподарського інституту.
У 1930 році заарештовано за сфабрикованим звинуваченням, засуджений до десятирічного ув'язнення. У 1934 році достроково звільнений і призначений директором Центрального дослідного поля Карагандинського табору (тепер Республіка Казахстан).
З 1936 року до кінця життя був завідувачем відділу селекції й насінництва олійних культур і лабораторії селекції соняшника Всесоюзного науково-дослідного інституту олійних культур (м. Краснодар). Помер 11 жовтня 1972 року у м. Краснодар, похований на Слов'янському кладовищі.

## Звання
З 1956 року — академік ВАСГНІЛ, у 1960 року — доктор сільськогосподарських наук, 1964 року — член Академії наук СРСР, з 1969 року — заслужений діяч науки РРФСР.
У 1946 році стає лауреатом Сталінської премії, 1959 року — Ленінської премії. У 1957 та 1963 році отримував звання Героя Соціалістичної Праці. Депутат Верховної Ради РРФСР 3−5-го і 8-го скликань (у 1950—1952 і з 1972).

## Розробки та праці
Працював над питаннями біології, селекції, агротехніки соняшника. Вивів 34 нові високоолійні сорти соняшника («Круглик А-14», «Передовик», «Салют» та ін.), розробив нову систему насінництва соняшника, базовану на щорічному сортооновленні.
Наукові праці: «Вирощування олійного соняшника» (1916 рік), «Соняшник і його вирощування на Кубані» (1926 рік), «Селекція соняшника» (1940 рік), «Олійні та ефіроолійні культури» (1963 рік), «Посібник із селекції й насінництва олійних культур» (1967 рік), «Прийоми вирощування насіння соняшника» (1969 рік).